# Силлем (остров)
Силлем (англ. Sillem Island) — остров Канадского Арктического архипелага. В настоящее время остров необитаем (2012).

## География
Остров Силлем является вторым по величине (после острова Байлот) из несколько сотен островов и островков, которые лежат у сильно зазубренного северного побережья острова Баффинова земля. Остров расположен в глубине бухты Скотт, его восточный берег омывается водами фьорда Гиббс, а западный — водами фьорда Кларк. В 6,4 км от северной оконечности острова лежит островок Скотт, как бы защищающий вход в одноимённую бухту.
Берега острова стремительно поднимаются у западного и восточного побережья, достигая 600—700 метров высоты всего в пятистах метрах от береговой линии. Внутренние части острова являются частью нагорья, повышающегося до высоты 1660 метров над уровнем моря. Значительная часть этого нагорья находится под постоянным куполом из снегов и льдов.
Площадь острова составляет 482 км², длина береговой линии равна 93 км.